# Aci Hayat
Aci Hayat is een Turkse soapserie. In 2005, op 14 december, ging de serie van start. De serie is gemaakt door het Turkse bedrijf Sinegraf. 

## Verhaallijn
Mehmet en Nermin zijn hopeloos verliefd op elkaar. Allebei wonend in de drukke stad Istanboel, zijn ze elke dag bezig hun leven op de rails te houden. Hun enige droom is met elkaar trouwen en in een mooi huis wonen. Mehmet werkt bij de vishavens terwijl Nermin in een bekende manicure- en pedicure-winkel werkt. Al werkend lukt het ze steeds niet om genoeg geld bij elkaar te krijgen om te trouwen en een mooi huis te hebben. Wanneer Nermin in de periode zit dat ze wanhopig is over de realisatie van de droom komt ze een rijke charismatische man tegen genaamd Ender. Terwijl Nermin meerdere keren bij Ender thuis moet gaan (voor manicure van zijn moeder), wedt Ender met zijn zus Filiz, dat hij Nermin verliefd zou kunnen krijgen op hem. Hij probeert het maar het lukt hem niet, terwijl Nermin een avond in een club hem gaat vragen om haar met rust te laten, heeft Ender een verschrikkelijk plan dat het leven van Nermin zuur maakt, waardoor haar verloving stopt met Mehmet en ze trouwt met Ender. Mehmet, die daar geen enkele betekenis aan kan geven, neemt wraak zowel op Ender als op Nermin (die hij niet kan vergeten).

## Rolverdeling
| Acteur             | Rol                 |
| ------------------ | ------------------- |
| Kenan Imirzalioglu | Mehmet Kosovali     |
| Selin Demiratar    | Nermin Yildiz       |
| Oguz Galeli        | Ender Kervancioglu  |
| Ebru Kocaaga       | Filiz Kervancioglu  |
| Ahmet Yenilmez     | Hasan Cin           |
| Ekin Türkmen       | Ozlem Kosovali      |
| Murat Soydan       | Celal Kosovali      |
| Meral Orhonsay     | Sultan Kosovali     |
| Ferdi Merter       | Sefa Kervancioglu   |
| Anta Toros         | Belkis Kervancioglu |
| Nalan Basaran      | Asiye Yildiz        |
| Gülseven Yilmaz    | Melek               |
| Burak Çevik        | Mehmet              |
| Özlem Turhal       | Muge                |
| Turgay Tanülkü     | Sabri Yildiz        |
| Tekin Temel        | Sukru               |
| Ugur Tasdemir      | Cagdas              |
| Mehmet Polat       | Bekir Karadag       |
| Ercan Demirel      | Rahman Maras        |